# Markiwka (obwód mikołajowski)
Markiwka (ukr. Марківка) – wieś na Ukrainie, w obwodzie mikołajowskim, w rejonie mikołajowskim, w hromadzie Berezanka. W 2001 liczyła 171 mieszkańców.